# Helictotrichon gervaisii
Helictotrichon gervaisii är en gräsart som först beskrevs av Josef Holub, och fick sitt nu gällande namn av Martin Röser. Helictotrichon gervaisii ingår i släktet Helictotrichon och familjen gräs. Inga underarter finns listade i Catalogue of Life.